# Превосходящими силами
«Превосходящими силами» — фантастический роман Олега Герантиди 2005 года, написанный в жанре «альтернативной истории». Летом 1941 года Советский Союз первым нападает на Третий рейх. В результате на территории Евразии власть перешла к коммунистам. В романе обыгрываются отдельные сюжеты из книг Виктора Суворова (Резуна) («автострадные танки», «миллион сталинских парашютистов», «превосходство» советского вооружения и «слабость» бронетанковых войск Германии, «слабоумие» Гитлера), но с оценками и задачами, противоположными суворовским.

## Сюжет

### Предисловие
2001 год. Третируемый историк Сибиряков излагает версию, по которой в 1941 году Германия могла напасть первой, нанести удар по скоплениям советских войск на границе и, возможно, дойти до Москвы. Для «разгрома» его теории историки, работы которых не выходят за рамки официальной историографии, проводят конференцию, на которой Сибиряков подвергается критике. В ходе дискуссии, в которой принимает участие Виктор Резун, предположения Сибирякова объявляются «дикой фантазией», общественность остаётся при мнении, что «история не терпит сослагательного наклонения».

### События 1941 года
Летом 1941 года в Болгарии начинается восстание, выполнение плана «Барбаросса» откладывается на месяц. В 4 часа утра 15 июля Советский Союз внезапно начинает бомбардировки немецких аэродромов. К 1 августа Германия потеряла 3 млн человек, 3500 танков, 2500 самолетов, десятки тысяч орудий и автомашин. Румыния и Болгария заключили союз с СССР. В Финляндии немецкие войска интернированы. В ноябре пал Берлин.

### Заключение
2001 год. Сюжет программы «Время». Из репортажей становится ясно, что СССР расположился по всей Евразии. Верховный Совет отказывает Австралии во вступлении в Советский Союз.
США находятся в глубоком кризисе, в стране активно действуют «известные правозащитники», критикующие администрацию и требующие «ввода войск Мирового сообщества». Идут бои с повстанцами, линия фронта проходит в штате Аризона. СССР требует отказа от чрезмерного применения вооружённой силы к повстанцам. Президент Мексики Эрнесто Че Гевара заявляет, что не потерпит нарушений прав национальных меньшинств в США. Некто Рэд Булл ведёт борьбу за независимость индейцев. Упоминается, что США безуспешно пытались воспрепятствовать возвращению Аляски «законному владельцу». Из США вернулась группа комитета по защите прав человека Верховного Совета во главе с Григорием Явлинским. Явлинский сообщает о длинных очередях за предметами первой необходимости и рассказывает о встрече с американской правозащитницей Вэлери Ньюхауз. Диктор телевидения выражает надежду на скорое падение «Империи зла» и завершает программу фразой «Карфаген должен быть разрушен».

## Критика
Отдельные критики относят роман Герантиди к «лево-патриотическому» направлению в жанре русской альтернативной истории, которое, по их мнению, развито слабее, чем два других направления — русско-патриотическое (буржуазное) и буржуазно-либеральное. Согласно их оценке, «безусловная заслуга Берёзина и Герантиди — борьба, и успешная, с концепцией Резуна, пропагандируемой почти официально. Писатели просто показали, как хорошо было бы для всего мира, если бы Красная Армия и впрямь могла бы в 41-м ударить первой и тогда же разгромить вермахт, предотвратить разорение своей территории, освободить всю Европу от фашизма…».
По мнению Андрея Балабухи, произведение Герантиди следует отнести к числу тех фантастических произведений, авторы которых жаждут «в тоске по Несбывшемуся… переписать прошлое. Преимущественно — своей страны. И не просто переписать, но сделать его лучше, вернуть потерянное, прибрать к рукам не доставшееся».
Другие критики относят это произведение к криптоисторическому жанру фантастики и полагают, что роман Герантиди, как и романы Сергея Абрамова «Тихий ангел пролетел» и Сергея Анисимова «Вариант „Бис“», «согрели души людей, в этом их высокая миссия».
В числе недостатков романа критиками отмечается его слабая литературная сторона: «Минимум творческих изысков, практически полное отсутствие психологизма (даже спектр эмоций, которые испытывают герои, весьма узок), крайне простые причинно-следственные связи — результат вполне закономерен: в книгах нет ни интересных, „выпуклых“ героев, ни сколько-нибудь острых коллизий. Впрочем, очевидно, что автор и не ставил себе такой задачи — ему нужно было описать „нашу победу“, и он это сделал»; так же, согласно мнению того же критика, «вера в то, что „Красная Армия всех сильней“ — похвальное качество, однако у литературного произведения есть некие собственные требования: проще говоря, в хорошей книге действие не может (и не должно) развиваться столь гладко, как это происходит у Герантиди. Здесь же все как по маслу — немцы проигрывают настолько легко, что это здорово снижает интерес к происходящему».